# NGC 4151
NGC 4151是位於獵犬座的帶有疏鬆內環結構的中間螺旋西佛星系，距離地球19百萬秒差距（62 × 106光年），天球上位於獵犬座。該星系由威廉·赫歇爾於1787年3月17日首次記錄；它0也是定義西佛星系的論文中提及的兩個星系之一 。NGC 4151是核心中擁有快速成長中的超大質量黑洞星系中距離地球最近的其中一個。天文學家推測NGC 4151的核心可能存在環繞質量中心旋轉中的雙黑洞，質量分別為4000萬和1000萬倍太陽質量，軌道週期15.8年。不過，該系統是否存在仍持續爭論中。
部分天文學家就NGC 4151的外觀，稱呼它為《索倫之眼》。

## X射線源
NGC 4151的第一個X射線源是在1970年12月24日被發現的，發現的是X射線天文衛星烏呼魯。
HEAO 1在 1H 1210+393偵測到NGC 4151的另一個X射線源，它在烏呼魯的誤差框之外。
愛因斯坦天文台在NGC 4151內觀測到一個蝎虎座BL型天體1E 1207.9+3945 (1E星表) 。 ROSAT在NGC 4151 (20 Mpc)場：1E 1207.9+3945，赤經 (2000) 12h 10m 26.2s赤緯 (2000) +39° 29′ 03″偵測到一個明亮的X射線源。
NGC 4151是天球的X射線里程碑。

## X射線強度

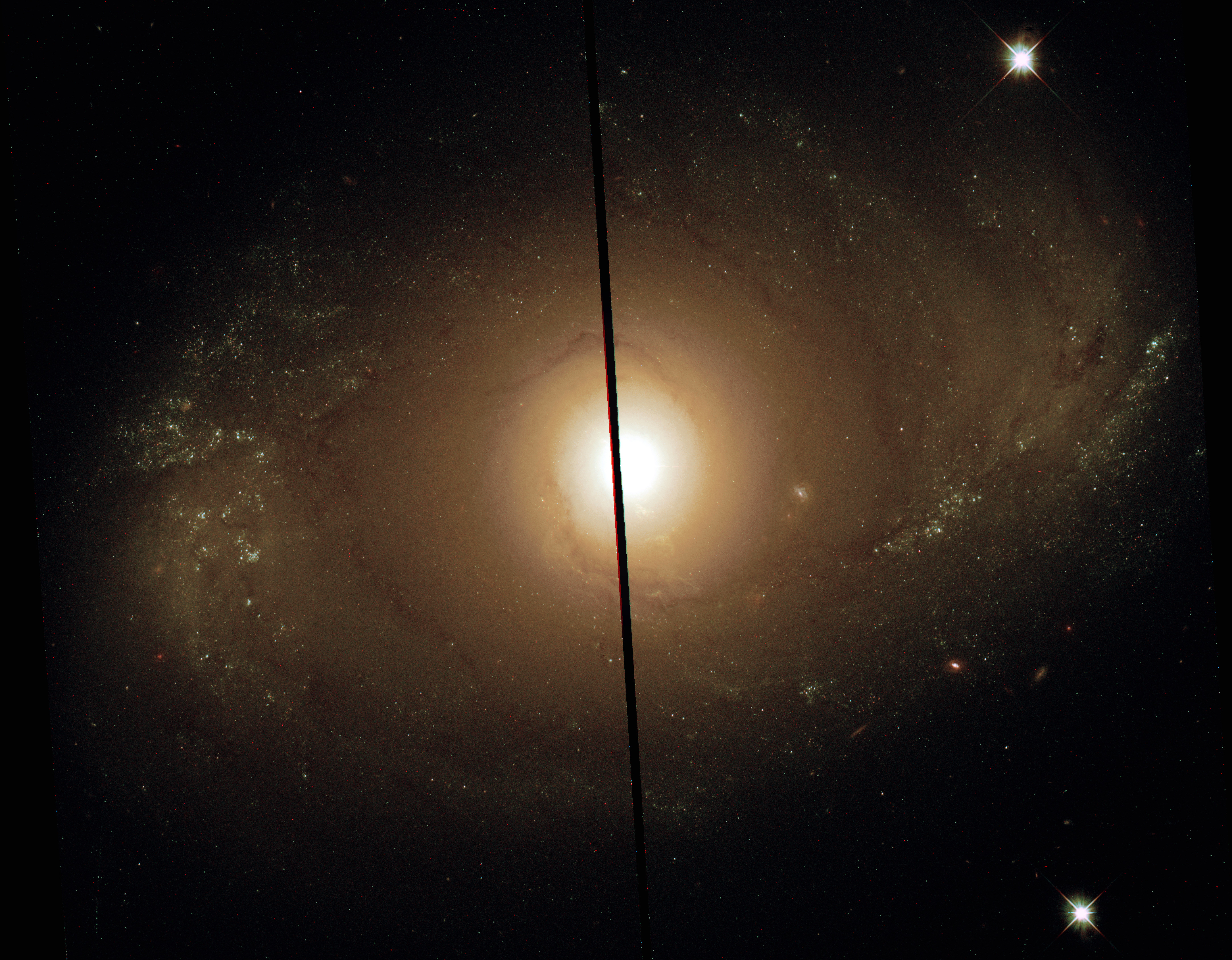
哈伯太空望遠鏡以第三代廣域照相機（WFC3）拍攝的NGC 4151。

最初偵測到的X射線源(2U 1207+39)亮度 (Lx) 大約是~1.1 x 1042 ergs/s (距離13 Mpc)。

## X射線源位置
X射線源(2U 1207+39)的平行四邊形 (誤差框)伸展從~1136+392 至 ~1212+396，誤差框的大部分都在大熊座的範圍內。 

## 外部練結
- Hubble site news center: Fireworks Near a Black Hole in the Core of Seyfert Galaxy NGC 4151（页面存档备份，存于）